# بورا آک‌کاش
بورا آک‌کاش (انگلیسی: Bora Akkaş؛ زادهٔ ۱۲ اکتبر ۱۹۹۰) بازیگر، خواننده اهل ترکیه است. وی از سال ۲۰۰۲ میلادی تاکنون مشغول فعالیت بوده‌است.
از سریال‌هایی که او در آن‌ها به ایفای نقش پرداخته است می‌توان به سه قرون اشاره کرد.
او همچنین در سریالهای زخم های مادرم و یکی از میان ما نیز نقش داشته است.